# Marek Kubiszewski (lekkoatleta)
Marek Kubiszewski (ur. 7 października 1955 w Krosnowicach koło Kłodzka) – polski lekkoatleta (wieloboista) i trener.

## Osiągnięcia
Zawodnik Górnika Zabrze. Dwukrotny mistrz Polski w dziesięcioboju (1981, 1985), wielokrotny reprezentant kraju. Jako trener był m.in. współtwórcą międzynarodowych sukcesów Urszuli Włodarczyk.

## Rekordy życiowe
Rekord życiowy, 8105 pkt., uzyskał w Zabrzu 7 lipca 1985, co jest 5. wynikiem w historii polskiej lekkoatletyki.